# 拉伊夫卡 (日托米爾州)
50°28′45″N 29°27′18″E / 50.47917°N 29.45500°E
拉伊夫卡（烏克蘭語：Раївка）是烏克蘭北部的村莊，隸屬日托米爾州的日托米爾區。該村面積0.91平方公里，海拔高度163米，2001年人口84，人口密度每平方公里92.11人。